# Gaius (Jurist)
Gaius war ein römischer Jurist. Er lebte um die Mitte des 2. Jahrhunderts, zeitgleich mit Pomponius. Bekannt ist er vor allem als Autor des Lehrbuchs Institutiones, der einzigen verfügbaren Originalquelle des klassischen römischen Rechts.

## Leben
Aus dem Leben des Gaius ist wenig überliefert, nicht einmal sein vollständiger Name ist bekannt. Aus seinen Arbeiten kann geschlossen werden, dass er in den Regierungszeiten der Kaiser Hadrian, Antoninus Pius, Mark Aurel und Commodus gearbeitet hat. Seine Werke wurden folglich zwischen 130 und 180 verfasst, zu einer Zeit, als das Römische Reich in seiner Blüte stand und seine Regierung am erfolgreichsten war. Im Wesentlichen wird vermutet, dass Gaius in einer Provinzstadt gelebt hatte, weswegen wir auch keine zeitgenössischen Notizen über sein Leben oder seine Arbeit haben. Stark umstritten war Theodor Mommsens Versuch, Gaius in der griechisch geprägten Osthälfte des Reiches, konkret in der Troas zu verorten.
Gaius galt in der Zeit der klassischen Jurisprudenz im römischen Westen eher als Außenseiter, während er im griechischen Osten stets geschätzt war. Als Rechtslehrer arbeitete er ohne kaiserliche Legitimation, in Rechts- und Gesetzesanfragen stellvertretend für den Kaiser antworten zu dürfen, mithin ohne ius respondendi. Da er keine einzelfallbezogenen Probleme zur Diskussion aufgriff und bearbeitete, galt er seinen Kollegen als nicht zitierfähig. Nach seinem Tod wurde seinen Schriften allerdings höchste Anerkennung zuteil, sodass die Kaiser Theodosius II. und Valentinian III. ihn 426 in ihrem Zitiergesetz aufnahmen. Dort befand er sich in der Gesellschaft von Papinian, Ulpian, Modestinus und Iulius Paulus und stand als fünfter im Bunde der Juristen für eine unüberwindbare Autorität im Recht. Die Justizbeamten hatten dies für ihre praktischen Entscheidungen zu berücksichtigen und zu beherzigen. Die Arbeiten der fünf Juristen wurden zu wichtigen Quellen für das römische Recht.

## Leistung
Gaius gilt als der erste Lehrbuchautor der römischen Rechtsgeschichte. Und ähnlich wie Plutarch schuf er einen Einblick in die Geschichtlichkeit des römischen Rechts, von dessen Anfängen er berichtet. Eine herausragende Stellung nimmt sein Werk Institutiones (Institutionen) noch heute ein, weil Vorbild für den gleichnamig kompilierten Werksteil des spätantiken Kaisers Justinians war, und damit Bestandteil der Hauptquelle für die Rezeption des römischen Rechts seit dem Mittelalter. Neben den Institutiones (Anweisungen, Belehrungen), die eine vollständige Zusammenstellung der Elemente des römischen Rechts darstellen, war Gaius Autor unter anderem von Kommentaren zu Edikten von Rechtsprechungsbeamten, Bezug nehmend auf die Zwölf Tafeln und die Lex Papia Poppaea. 
Sein rechtshistorisches Interesse an der Frühzeit des römischen Rechts ist offenkundig, und auch deswegen ist sein Werk zur Geschichte der frühen Institutionen äußerst wertvoll. So verdanken wir Gaius die Entstehungsgeschichte zu den XII Tafeln und kennen noch die Namen der 10 Männer. In den Disputen zwischen den beiden Rechtsschulen der Sabinianer und Prokulianer, stand er im Allgemeinen auf der Seite der traditionsbewussten Sabinianer, deren Gründer Gaius Ateius Capito gewesen sein soll und über dessen Leben wir durch Tacitus’ Annalen Informationen erlangt haben. Gaius verteidigte ein striktes Festhalten an altzivilen Regeln und widersetzte sich den prokulianischen Ansätzen, die sich für eine restriktive und gegebenenfalls auch extensive Gesetzesauslegung starkgemacht hatten, um eine höhere Allgemeinverbindlichkeit im Urteilsspruch erzeugen zu können. Für die Nachwelt bedeutsam sind seine Leistungen auf den Gebieten der abstrakten Dogmatik und systematischen Vorgehensweise. Viele Zitate aus seinem Werk finden wir auch in den justinianischen Digesten, das so einen dauerhaften Platz im römischen Rechtssystem erwarb. Ein Vergleich der Institutiones des Justinian mit denen des Gaius zeigt, dass die gesamte Methodik und Anordnung des späteren Werks dem des früheren folgt, und viele Passagen sogar wörtlich übereinstimmen. Vermutlich waren in den drei Jahrhunderten zwischen Gaius und Justinian die Institutiones des ersteren das geläufige Lehrbuch für alle Studenten des römischen Rechts. In Justinians Digesten sind Gaius’ Werke mit 535 Fragmenten vertreten. Von den res cottidianae und den res aurea (sieben Bücher) wird vermutet, dass sie überarbeitete Fassungen der Institutiones sind.
Das Werk der gaianischen Institutionen war für moderne Gelehrte verloren, bis 1816 Barthold Georg Niebuhr eine Handschrift aus dem 5. Jahrhundert in der Stiftsbibliothek von Verona entdeckte. Dieses Manuskript enthielt einige Arbeiten des heiligen Hieronymus. Sie waren über frühere Texte geschrieben worden, von denen sich herausstellte, dass sie die „verlorenen Schriften“ des Gaius waren. Der größere Teil dieses Palimpsests konnte entziffert werden, womit der Text fast vollständig reproduziert ist. Mit der Entdeckung konnte Licht auf bedeutende Teile des römischen Rechts geworfen werden, die ansonsten im Dunklen verblieben wären, denn einige geschichtliche Information fehlen im kompilierten Sammelwerk Justinians, besonders die Beschreibung alter Verfahrensvorschriften. In diesen Vorschriften können Überbleibsel aus frühester Zeit nachverfolgt werden, die die vergleichende Rechtsforschung mit wertvollen Hinweisen dabei unterstützt, sonderbare Verfahrensvorschriften anderer früher Systeme zu erklären.
Ein weiterer Umstand, der die Schriften des Gaius für die historische Forschung in Abgrenzung zu Justinian interessant macht ist, dass Gaius in einer Zeit lebte, als Verfahren durch das System des Formularprozesses (formulae) – das das altzivile Legisaktionenverfahren noch in der Zeit der Republik abgelöst hatte – vorangetrieben wurden. Formulae waren die förmlichen Streitprogramme der Parteien, die der Prätor mittels dienstlicher Anweisungen vom materiellen Recht in die prozessuale Praxis übersetzte, bevor er sie an den Richter zur Entscheidung abgab. Gaius beschäftigte die Gestaltungsfreiheit des Prätors zu den entscheidungserheblichen Rechts- und Tatfragen, ebenso die formalen Aspekte. Ohne die von Gaius verschaffte Kenntnis der Bedingungen der formulae, wäre es unmöglich, der Frage nachzuspüren, wie sich die altrechtlichen und starren Regeln zu einem flexiblen System der prätorischen Jurisdiktion wandelten. Die Modernität lag darin, dass sie mit einer rasant sich entwickelnden Bedürfnisstruktur der römischen Gesellschaft mithielten. Römisches Recht wurde wandelbar, es ging durch den Verfahrenstyp auf die sich wandelnden Zeitumstände ein. Aus den Belegen des Gaius wird deutlich, dass dieses Ergebnis nicht durch eine unabhängige Gerichtsverwaltung, wie in England vor dem Judicature Act, einem System, das von dem gewöhnlicher Gerichtshöfe differiert, erreicht wurde, sondern durch eine Manipulation der formulae. Zur Zeit Justinians war die Arbeit getan, und das System der formulae verschwunden.
Die Institutiones des Gaius sind in drei Themenbereiche (personae, res, actiones – Personen, Sachen, Klagemöglichkeiten) gegliedert und bestehen aus vier Büchern: das erste handelt von Personen und den Statusunterschieden, die sie vor dem Gesetz einnehmen; das zweite handelt von Sachen und den Arten, mit denen Rechte an ihnen erworben werden können, einschließlich des Rechtes der Testamente; das dritte von der Erbfolge ohne Testament und den Schuldverhältnissen; das vierte behandelt den Prozess und die Verfahrensvorschriften.
Der Einfluss der gaianischen Institutionen ist bis heute nachweisbar. Sie wurden nicht nur für das Corpus iuris civilis dem Inhalt nach überarbeitet, das formale Institutionensystem prägte auch den Aufbau der modernen neuzeitlichen Naturrechtskodifikationen, etwa den französischen Code civil und das österreichische Allgemeine bürgerliche Gesetzbuch (ABGB). Auch der italienische Codice civile und sogar der Allgemeine Teil des Bürgerlichen Gesetzbuches (BGB) unterliegen den Institutionensystem.

## Werke
- De casibus liber singularis
- Ad edictum praetoris urbani
- Ad edictum aedilium curulium libri II
- Ad edictum provinciale (et ad edictum aedilium curulium) libri XXXII
- De fideicommissis libri II
- De formula hypothecaria liber singularis
- Institutionum libri IV
- Ad legem duodecim tabularum libri VI
- Ad legem Glitiam liber singularis (Digesten 5,2,4.)
- Ad legem Iuliam et Papiam libri XV
- De manumissionibus libri III
- Regularum libri III
- Regularum liber singularis
- Rerum cottidianarum (sive aureorum) libri VII
- Ad senatus consultum Orfitianum liber singualaris
- Ad senatus consultum Tertulliananum liber singualaris
- De tacitis fideicommissis liber singularis
- De verborum obligationibus libri III